# Serranus africanus
 Serranus africanus és una espècie de peix de la família dels serrànids i de l'ordre dels perciformes.

## Morfologia
Els mascles poden assolir els 14 cm de longitud total.

## Distribució geogràfica
Es troba des de Mauritània fins al Senegal, Benín, Nigèria i el nord d'Angola.